# Kristian Stålne
Kristian Stålne, född 8 juni 1974, är en svensk vetenskapsman och universitetslektor verksam vid Malmö universitet. Han är civilingenjör i teknisk fysik och sedan 2009 även teknologie doktor i byggnadsmekanik. Kristian Stålne är en av Sveriges ledande forskare inom vuxenutveckling, och har hjälpt Michael Commons att utveckla Modellen för hierarkisk komplexitet, som Commons lagt grunden för.
Han är även medgrundare av den ideella föreningen ESRAD (European Society for Research in Adult Development), som är en förening för forskare med fokus på vuxenutveckling.
Stålne har skrivit boken Vuxen men inte färdig: vuxenutveckling – stadier av komplexitet och mening, som gavs ut av förlaget Fabricius Resurs 2018.

## Publicerade artiklar
- Toward defining order 16 and describing its performance for the model of hierarchical complexity - Ross, Commons, Li, Stålne & Barker (2014)
- Hierarchical complexity in physics - Stålne, Commons & Li (2014)